# Пољубац (Климт)
Пољубац је најчувенија међу многобројним сликама аустријског сликара Густава Климта и најпознатија аустријска слика. Рађена је техником уље на платну, са додатим сребрним и златним листићима. Потиче из његове „златне фазе” коју одликују формална стилизација и интензивни декоративни лиризам. Настала је између 1907. и 1908. године. Чува се у аустријској галерији Белведере у Бечу. Ово ремек-дело ране модерне уметности симбол је бечког Југендштила и Арт нуво покрета уопште.

## О слици
Пољубац је најпознатија Климтова слика и сматра се иконом модерне уметности. Једна је од најпопуларнијих слика на свету. Много пута је умножавана, не само на репродукцијама које се могу наћи свуда, од апартмана до хотелских лобија, већ и на бројним другим предметима за свакодневну употребу (шољице за кафу, кравате, торбе...). Настала 1908. године и припада Климтовој такозваној „златној фази”, развио нову технику комбиновања златних листића, уља и бронзане боје. Никада није научно обрађена, ни рестаурирана.
Климт је обично сликао веома споро. За неке слике требало му је више година да их доврши. Међутим, ову је завршио брзо јер је желео да је прикаже на бечкој изложби портрета. Када је слика први пут изложена није се звала Пољубац, већ Љубавници и није била довршена све до окончања изложбе.
Климтов рад, нарочито онај из каснијег периода, одликује се употребом интензивних боја, златних позадина, украсних изгледа, еротских елемената и тешке симболике. Иако је његов рад био контроверзан, имао је снажан утицај на културни свет свог времена, чиме се Климт етаблирао као врло популаран сликар у бечком друштву. Пољубац представља почетак либерализма у Климтовом сликарству и еротике која је остала јака и присутна у његовим делима до краја.

### Опис
Слика Пољубац приказује мушкарца и жену који се страствено љубе на обали језера, покривеној трском и цвећем око жениних ногу. Њихова приљубљена тела имају неодређене форме, тако да изгледају као једна особа. Жена клечи, а њена глава је наслоњена на раме и мушкарчеву руку која је придржава. Мушкарац стоји и грли жену, а његов загрљај обликује складно јединство два тела. Његова глава је нагнута напред и наслоњена на женину главу, док она ишчекује његов пољубац затворених очију. Тела мушкарца и жене на слици су делом спојена раскошном одећом блиставих боја украшеном низом шарених облика. Одећа мушкарца има оштру правоугаону орнаментику, црних и белих „мушких” облика. Женина одећа има мекше облике, цветна је и повезана визуелно са покривачем од цвећа. Она клечи и симболично се повезује са мајком природом. Њена појава садржи мало геометријских облика који је повезују са мушкарцем и симболишу њихово јединство. Њихов љубавни однос је истакнут у једва приметној граници њихових тела, због готово идентичног ткања облика које их и симболично одваја од остатка света.
Примарне боје на слици су златна, браон, жута и зелена. На позадини су златни листићи који доносе дубину овој слици. Злата има на листићима, одећи и тачкицама набацаним по платну. Климт је користио осам различитих врста златних листића. Климт је на злато наносио боје и шелак, како би добио различите врсте сјаја. Оно што ову слику чини тако посебном није сама тема, већ златасто шаренило и контраст четвртастих шара на мушкој фигури са кружним на женској. Мешавина истока и запада, која као и златна боја зрачи са ове слике чини је посебно хармоничном и примамљивом посматрачу.
Обрасци уочљиви на слици сугеришу стил Арт нуво и органске форме покретаАртс енд Крафтс. Истовремено, позадина изазива сукоб између дводимензионалне и тродимензионалности, својствене делима Едгара Дегаа и других модерниста. Употреба златног листа подсећа на средњовековне слике, Илуминираних рукописа и ране мозаике. Мушка глава завршава врло близу врха платна, што је одступање од традиционалних западних канона и одражава утицај Јапонизма, као и поједностављена композиција слике. Климтова употреба злата била је инспирисана путовањем у Италију, 1903. године, током кога је посетио Равену и у Базилици Сан Витале видео византијске мозаике.
Композиција открива префињену елеганцију и смисао за ред, дочаране уз помоћ два различита блока боје и преовлађивањем жутих и златних нијанси. Два тела чине усправну издужену масу боје која се истиче на златној позадини. Љубавни однос ова два лика је истакнут у једва приметној граници њихових тела због готово идентичног ткања (начичкане спирале, заобљени облици биљака, кругови и овални облици), које их обавија и попут опне одваја од остатка света. Када би се слика поделила на пола, две половине би биле потпуно асиметричне јер би сви важни детаљи били на десној страни, док би лева страна била у потпности апстрактна. 
Слика је изразито плошна и дводимензионални простор је идентичан оном у византијским мозаицима, које је Климт проучавао у Равени. Простор без дубине и перспективе је састављен од вишебојних прашкастих маса које су потпуно аморфне (без обриса), али изразито декоративне и оживљавају сваку плоху светлошћу и бојом.

## Позадина настанка дела
Верује се да слика описује романтични однос између сликара и Емили Флоге, жене чије ће име изговорити на самрти. Фигура мушкарца је можда Климт, а жена је можда Емили. На скицама слике он је написао њено име. Емили Флоге, млада модна дизајнерка, била је Климтова муза, која је и поред сликаревих бројних афера, живела са њим двадесет година. Веза уметничког пара у то време била је прилично необична и ван тадашњих оквира. Били су независни и одлучили су се за везу без деце, живећи испуњеним боемским животом. Она је била успешна пословна жена и дизајнерка, иако је остала непризната у историји моде.
Постоје такође и мишљења да је на овој слици Климт представио пољубац Аполона и Дафне, пратећи фабулу Овидијевог епа Метаморфозе.

## Одзив код савременика
Климт је насликао Пољубац убрзо након осликавања плафона Велике хале Универзитета у Бечу.Његове три слике, Филозофија, Медицина и Правда, бивају оштро критиковане и означене као „изопачена” и „порнографска” уметност. То је уметника обележило као enfant terrible, на шта је он одговорио: „Ако својом уметношћу не можеш све да задовољиш, задовољи неколицину. Немојте задовољавати већину, то је лоше”. Густав Климт је генерално у своје време био контроверзна личност. Његов рад је стално критикован због сувише сензуалног и еротичног, а симболика превише девијантна. Данас се његова дела истичу као најважније слике које су икада настале у Бечу.

## Утицај у савременом друштву
Када се говори о вредности Климтовог Пољупца, верује се да би ова слика, ако би се икада продавала, била најскупље икада продато дело у историји. Аустријска држава купила је ову слику за тек основану галерију Белведере првог дана када је изложена, за 25 хиљада круна, што би од прилике одговарало вредности од 250.000 долара. У то време ово је била најскупље плаћена слика у Аустрији.
Слика Пољубац Густава Климта изабрана као главни мотив ylatnog колекционарског новчића од 50 евра који је издат 2016. године. На позадини новчића је приказан Климт испред једне од својих слика.